# Championnat de la ligue de snooker 2017
Le championnat de la ligue de snooker 2017 est un tournoi professionnel de snooker non-ranking qui s'est déroulé du 2 janvier au 2 mars 2017 à la Ricoh Arena de Coventry en Angleterre.
L'Écossais John Higgins, après avoir battu en demi-finale le tenant du titre, l'Anglais Judd Trump, remporte son premier titre en battant le Gallois Ryan Day sur le score de 3 frames à 0. Ce dernier empoche la part la plus importante de la dotation (32 600 £) en se qualifiant successivement dans les play-offs des 5 premiers groupes, en remportant le 6e et en se qualifiant pour le groupe des vainqueurs.
Deux breaks maximums ont été réalisés au cours du tournoi, tous les deux par le joueur anglais Mark Davis : le premier le 10 janvier au cours de la cinquième frame (décisive) en finale du groupe 3 face à Neil Robertson, le second le 10 janvier au cours de la cinquième frame (décisive) du match en round robin du groupe des vainqueurs l'opposant à John Higgins. Ces breaks maximums étaient les premiers de Mark Davis en tournoi officiel et les 127e et 129e enregistrés officiellement.

## Dotation
La répartition des prix pour cette année est la suivante :
- Groupes  1 à 7 :
  - Vainqueur : 3 000 £[N 1]
  - Finaliste : 2 000 £
  - Demi-finalistes : 1 000 £
  - Gagnant de frame en round-robin : 100 £
  - Gagnant de frame en play-offs : 300 £
  - Meilleur  break : 500 £

- Groupe des vainqueurs :
  - Vainqueur : 10 000 £[N 2]
  - Finaliste : 5 000 £
  - Demi-finalistes : 3 000 £
  - Gagnant de frame en round-robin : 200 £
  - Gagnant de frame en play-offs : 300 £
  - Meilleur  break : 1 000 £

La dotation totale est de 200 000 £. La dotation distribuée est de 181 800 £.

## Calendrier
- Groupe 1 : 2 et 3 janvier 2017
- Groupe 2 : 4 et 5 janvier 2017
- Groupe 3 : 9 et 10 janvier 2017
- Groupe 4 : 11 et 12 janvier 2017
- Groupe 5 : 20 et 21 février 2017
- Groupe 6 : 22 et 23 février 2017
- Groupe 7 : 27 et 28 février 2017
- Groupe des vainqueurs : 1er et 2 mars 2017

## Groupe 1
Le groupe 1 joue les 2 et 3 janvier 2017.

### Matchs
- Anthony McGill 2-3 David Gilbert
- Ryan Day 1–3 Matthew Selt
- Ben Woollaston 0–3 Anthony McGill
- Mark Davis 2–3 Robert Milkins
- David Gilbert 0–3 Ryan Day
- Mark Davis 3-1 Matthew Selt
- Anthony McGill3–1 Ryan Day

- Robert Milkins 2–3 Ben Woollaston
- David Gilbert 3–1 Matthew Selt
- Mark Davis 1–3 Ben Woollaston
- Robert Milkins 1–3 Matthew Selt
- Ryan Day 3–1 Ben Woollaston
- Anthony McGill 3-1 Robert Milkins
- David Gilbert 2–3 Mark Davis

- Ryan Day 3-1 Robert Milkins
- Matthew Selt 3-2 Ben Woollaston
- Anthony McGill 1-3 Mark Davis
- David Gilbert 3-2 Ben Woollaston
- Ryan Day 2-3 Mark Davis
- David Gilbert 3-0 Robert Milkins
- Anthony McGill 3-2 Matthew Selt

### Tableau
| Pos. | Joueur         | J | G | P | Fp | Fc | D  |                                               |
| ---- | -------------- | - | - | - | -- | -- | -- | --------------------------------------------- |
| 1    | Anthony McGill | 6 | 4 | 2 | 15 | 10 | +5 | Qualification pour les play-offs du groupe 1. |
| 2    | Mark Davis     | 6 | 4 | 2 | 15 | 12 | +3 | Qualification pour les play-offs du groupe 1. |
| 3    | David Gilbert  | 6 | 4 | 2 | 14 | 11 | +3 | Qualification pour les play-offs du groupe 1. |
| 4    | Ryan Day       | 6 | 3 | 3 | 13 | 11 | +2 | Qualification pour les play-offs du groupe 1. |
| 5    | Matthew Selt   | 6 | 3 | 3 | 13 | 13 | 0  | Qualification pour le groupe 2.               |
| 6    | Ben Woollaston | 6 | 2 | 4 | 11 | 15 | -4 | Élimination de la compétition.                |
| 7    | Robert Milkins | 6 | 1 | 5 | 8  | 17 | -9 | Élimination de la compétition.                |

### Play-offs
|  | Demi-finales au meilleur des 5 frames | Demi-finales au meilleur des 5 frames |   |  | Finale au meilleur des 5 frames | Finale au meilleur des 5 frames |  |
|  |                                       |                                       |   |  |                                 |                                 |  |
|  | Anthony McGill                        | 2                                     |   |  |                                 |                                 |  |
|  | Ryan Day                              | 3                                     |   |  |                                 |                                 |  |
|  |                                       |                                       |   |  | Ryan Day                        | 2                               |  |
|  |                                       | David Gilbert                         | 3 |  |                                 |                                 |  |
|  | Mark Davis                            | 1                                     |   |  |                                 |                                 |  |
|  | David Gilbert                         | 3                                     |   |  |                                 |                                 |  |

David Gilbert rejoint le groupe des vainqueurs. Anthony McGill, Mark Davis et Ryan Day rejoignent le groupe 2.

## Groupe 2
Le groupe 2 joue les 4 et 5 janvier 2017.

### Matchs
- Mark Williams 1-3 Neil Robertson
- Michael White 1-3 Matthew Selt
- Anthony McGill 3-0 Mark Williams
- Mark Davis 2-3 Ryan Day
- Neil Robertson 3-1 Michael White
- Matthew Selt 0-3 Mark Davis
- Mark Williams 3-0 Michael White

- Ryan Day 3-1 Anthony McGill
- Neil Robertson 1-3 Matthew Selt
- Mark Davis 3-1 Anthony McGill
- Ryan Day 3-0 Matthew Selt
- Michael White 2-3 Anthony McGill
- Mark Williams 1-3 Ryan Day
- Neil Robertson 3-2 Mark Davis

- Michael White 3-2 Ryan Day
- Matthew Selt 2-3 Anthony McGill
- Mark Williams 2-3 Mark Davis
- Neil Robertson 3-2 Anthony McGill
- Michael White 2-3 Mark Davis
- Neil Robertson 3-1 Ryan Day
- Mark Williams 3-1 Matthew Selt

### Tableau
| Pos. | Joueur         | J | G | P | Fp | Fc | D  |                                               |
| ---- | -------------- | - | - | - | -- | -- | -- | --------------------------------------------- |
| 1    | Neil Robertson | 6 | 5 | 1 | 16 | 10 | +6 | Qualification pour les play-offs du groupe 2. |
| 2    | Mark Davis     | 6 | 4 | 2 | 16 | 11 | +5 | Qualification pour les play-offs du groupe 2. |
| 3    | Ryan Day       | 6 | 4 | 2 | 15 | 10 | +5 | Qualification pour les play-offs du groupe 2. |
| 4    | Anthony McGill | 6 | 3 | 3 | 13 | 13 | 0  | Qualification pour les play-offs du groupe 2. |
| 5    | Mark Williams  | 6 | 2 | 4 | 10 | 13 | -3 | Qualification pour le groupe 3.               |
| 6    | Matthew Selt   | 6 | 2 | 4 | 9  | 14 | -5 | Élimination de la compétition.                |
| 7    | Michael White  | 6 | 1 | 5 | 9  | 17 | -8 | Élimination de la compétition.                |

### Play-offs
|  | Demi-finales au meilleur des 5 frames | Demi-finales au meilleur des 5 frames |   |  | Finale au meilleur des 5 frames | Finale au meilleur des 5 frames |  |
|  |                                       |                                       |   |  |                                 |                                 |  |
|  | Neil Robertson                        | 1                                     |   |  |                                 |                                 |  |
|  | Anthony McGill                        | 3                                     |   |  |                                 |                                 |  |
|  |                                       |                                       |   |  | Anthony McGill                  | 3                               |  |
|  |                                       | Ryan Day                              | 0 |  |                                 |                                 |  |
|  | Mark Davis                            | 2                                     |   |  |                                 |                                 |  |
|  | Ryan Day                              | 3                                     |   |  |                                 |                                 |  |

Anthony McGill rejoint le groupe des vainqueurs. Mark Davis, Ryan Day et Neil Robertson rejoignent le groupe 3.

## Groupe 3
Le groupe 3 joue les 9 et 10 janvier 2017.

### Matchs
- Joe Perry 2-3 Barry Hawkins
- Ali Carter 3-1 Mark Williams
- Neil Robertson 3-1 Joe Perry
- Mark Davis 2-3 Ryan Day
- Barry Hawkins 3-0 Ali Carter
- Mark Williams 0-3 Mark Davis
- Joe Perry 0-3 Ali Carter

- Ryan Day 3-2 Neil Robertson
- Barry Hawkins 0-3 Mark Williams
- Mark Davis 3-2 Neil Robertson
- Ryan Day 2-3 Mark Williams
- Ali Carter 0-3 Neil Robertson
- Joe Perry 1-3 Ryan Day
- Barry Hawkins 3-1 Mark Davis

- Ali Carter 2-3 Ryan Day
- Mark Williams 2-3 Neil Robertson
- Joe Perry 1-3 Mark Davis
- Barry Hawkins 0-3 Neil Robertson
- Ali Carter 0-3 Mark Davis
- Barry Hawkins 3-1 Ryan Day
- Joe Perry 3-1 Mark Williams

### Tableau
| Pos. | Joueur         | J | G | P | Fp | Fc | D  |                                               |
| ---- | -------------- | - | - | - | -- | -- | -- | --------------------------------------------- |
| 1    | Neil Robertson | 6 | 4 | 2 | 16 | 9  | +7 | Qualification pour les play-offs du groupe 3. |
| 2    | Mark Davis     | 6 | 4 | 2 | 15 | 9  | +6 | Qualification pour les play-offs du groupe 3. |
| 3    | Ryan Day       | 6 | 4 | 2 | 15 | 13 | +2 | Qualification pour les play-offs du groupe 3. |
| 4    | Barry Hawkins  | 6 | 4 | 2 | 12 | 10 | +2 | Qualification pour les play-offs du groupe 3. |
| 5    | Mark Williams  | 6 | 2 | 4 | 10 | 14 | -4 | Qualification pour le groupe 4.               |
| 6    | Ali Carter     | 6 | 2 | 4 | 8  | 13 | -5 | Élimination de la compétition.                |
| 7    | Joe Perry      | 6 | 1 | 5 | 8  | 16 | -8 | Élimination de la compétition.                |

### Play-offs
|  | Demi-finales au meilleur des 5 frames | Demi-finales au meilleur des 5 frames |   |  | Finale au meilleur des 5 frames | Finale au meilleur des 5 frames |  |
|  |                                       |                                       |   |  |                                 |                                 |  |
|  | Neil Robertson                        | 3                                     |   |  |                                 |                                 |  |
|  | Barry Hawkins                         | 1                                     |   |  |                                 |                                 |  |
|  |                                       |                                       |   |  | Neil Robertson                  | 2                               |  |
|  |                                       | Mark Davis                            | 3 |  |                                 |                                 |  |
|  | Mark Davis                            | 3                                     |   |  |                                 |                                 |  |
|  | Ryan Day                              | 2                                     |   |  |                                 |                                 |  |

Mark Davis rejoint le groupe des vainqueurs. Ryan Day, Barry Hawkins et Neil Robertson rejoignent le groupe 4.

## Groupe 4
Le groupe 4 joue les 11 et 12 janvier 2017.

### Matchs
- Shaun Murphy 3-2 Mark Allen
- Kyren Wilson 0-3 Mark Williams
- Barry Hawkins 3-1 Shaun Murphy
- Ryan Day 3-2 Neil Robertson
- Mark Allen 1-3 Kyren Wilson
- Mark Williams 3-1 Ryan Day
- Shaun Murphy 3-1 Kyren Wilson

- Neil Robertson 2-3 Barry Hawkins
- Mark Allen 1-3 Mark Williams
- Barry Hawkins 1-3 Ryan Day
- Neil Robertson 3-1 Mark Williams
- Kyren Wilson 0-3 Barry Hawkins
- Shaun Murphy 1-3 Neil Robertson
- Mark Allen 0-3 Ryan Day

- Kyren Wilson 3-2 Neil Robertson
- Mark Williams 1-3 Barry Hawkins
- Shaun Murphy 3-0 Ryan Day
- Mark Allen 1-3 Barry Hawkins
- Kyren Wilson 3-2 Ryan Day
- Mark Allen 3-1 Neil Robertson
- Shaun Murphy 2-3 Mark Williams

### Tableau
| Pos. | Joueur         | J | G | P | Fp | Fc | D  |                                               |
| ---- | -------------- | - | - | - | -- | -- | -- | --------------------------------------------- |
| 1    | Barry Hawkins  | 6 | 5 | 1 | 16 | 8  | +8 | Qualification pour les play-offs du groupe 4. |
| 2    | Mark Williams  | 6 | 4 | 2 | 14 | 10 | +4 | Qualification pour les play-offs du groupe 4. |
| 3    | Shaun Murphy   | 6 | 3 | 3 | 13 | 12 | +1 | Qualification pour les play-offs du groupe 4. |
| 4    | Ryan Day       | 6 | 3 | 3 | 12 | 12 | 0  | Qualification pour les play-offs du groupe 4. |
| 5    | Kyren Wilson   | 6 | 3 | 3 | 10 | 14 | -4 | Qualification pour le groupe 5.               |
| 6    | Neil Robertson | 6 | 2 | 4 | 13 | 14 | -1 | Élimination de la compétition.                |
| 7    | Mark Allen     | 6 | 1 | 5 | 8  | 16 | -8 | Élimination de la compétition.                |

### Play-offs
|  | Demi-finales au meilleur des 5 frames | Demi-finales au meilleur des 5 frames |   |  | Finale au meilleur des 5 frames | Finale au meilleur des 5 frames |  |
|  |                                       |                                       |   |  |                                 |                                 |  |
|  | Barry Hawkins                         | 3                                     |   |  |                                 |                                 |  |
|  | Ryan Day                              | 2                                     |   |  |                                 |                                 |  |
|  |                                       |                                       |   |  | Barry Hawkins                   | 3                               |  |
|  |                                       | Mark Williams                         | 0 |  |                                 |                                 |  |
|  | Mark Williams                         | 3                                     |   |  |                                 |                                 |  |
|  | Shaun Murphy                          | 0                                     |   |  |                                 |                                 |  |

Barry Hawkins rejoint le groupe des vainqueurs. Ryan Day, Shaun Murphy et Mark Williams rejoignent le groupe 5.

## Groupe 5
Le groupe 5 joue les 20 et 21 février 2017.

### Matchs
- Stuart Bingham 2-3 Judd Trump
- Liang Wenbo 3-1 Kyren Wilson
- Ryan Day 0-3 Stuart Bingham
- Shaun Murphy 2-3 Mark Williams
- Judd Trump 3-2 Liang Wenbo
- Kyren Wilson 2-3 Shaun Murphy
- Stuart Bingham 3-1 Liang Wenbo

- Mark Williams 2-3 Ryan Day
- Judd Trump 3-0	Kyren Wilson
- Shaun Murphy 1-3 Ryan Day
- Mark Williams 3-1 Kyren Wilson
- Liang Wenbo 0-3 Ryan Day
- Stuart Bingham 2-3 Mark Williams
- Judd Trump 3-2 Shaun Murphy

- Liang Wenbo 1-3 Mark Williams
- Kyren Wilson 3-0 Ryan Day
- Stuart Bingham 1-3 Shaun Murphy
- Judd Trump 3-1 Ryan Day
- Liang Wenbo 0-3 Shaun Murphy
- Judd Trump 3-2 Mark Williams
- Stuart Bingham 0-3 Kyren Wilson

### Tableau
| Pos. | Joueur         | J | G | P | Fp | Fc | D  |                                               |
| ---- | -------------- | - | - | - | -- | -- | -- | --------------------------------------------- |
| 1    | Judd Trump     | 6 | 6 | 0 | 18 | 9  | +9 | Qualification pour les play-offs du groupe 5. |
| 2    | Mark Williams  | 6 | 4 | 2 | 16 | 12 | +4 | Qualification pour les play-offs du groupe 5. |
| 3    | Shaun Murphy   | 6 | 3 | 3 | 14 | 12 | +2 | Qualification pour les play-offs du groupe 5. |
| 4    | Ryan Day       | 6 | 3 | 3 | 10 | 12 | -2 | Qualification pour les play-offs du groupe 5. |
| 5    | Stuart Bingham | 6 | 2 | 4 | 11 | 13 | -2 | Qualification pour le groupe 6.               |
| 6    | Kyren Wilson   | 6 | 2 | 4 | 10 | 12 | -2 | Élimination de la compétition.                |
| 7    | Liang Wenbo    | 6 | 1 | 5 | 7  | 16 | -9 | Élimination de la compétition.                |

### Play-offs
|  | Demi-finales au meilleur des 5 frames | Demi-finales au meilleur des 5 frames |   |  | Finale au meilleur des 5 frames | Finale au meilleur des 5 frames |  |
|  |                                       |                                       |   |  |                                 |                                 |  |
|  | Judd Trump                            | 3                                     |   |  |                                 |                                 |  |
|  | Ryan Day                              | 0                                     |   |  |                                 |                                 |  |
|  |                                       |                                       |   |  | Judd Trump                      | 3                               |  |
|  |                                       | Mark Williams                         | 0 |  |                                 |                                 |  |
|  | Mark Williams                         | 3                                     |   |  |                                 |                                 |  |
|  | Shaun Murphy                          | 0                                     |   |  |                                 |                                 |  |

Judd Trump rejoint le groupe des vainqueurs. Ryan Day, Shaun Murphy et Mark Williams rejoignent le groupe 6.

## Groupe 6
Le groupe 6 joue les 22 et 23 février 2017.

### Matchs
- Mark Selby 1-3 Ricky Walden
- Martin Gould 3-2 Stuart Bingham
- Ryan Day 0-3 Mark Selby
- Shaun Murphy 3-2 Mark Williams
- Ricky Walden 3-2 Martin Gould
- Stuart Bingham 3-1 Shaun Murphy
- Mark Selby 0-3 Martin Gould

- Mark Williams 3-2 Ryan Day
- Ricky Walden 2-3 Stuart Bingham
- Shaun Murphy 0-3 Ryan Day
- Mark Williams 0-3 Stuart Bingham
- Martin Gould 1-3 Ryan Day
- Mark Selby 2-3 Mark Williams
- Ricky Walden 0-3 Shaun Murphy

- Martin Gould 3-2 Mark Williams
- Stuart Bingham 1-3 Ryan Day
- Mark Selby 3-0 Shaun Murphy
- Ricky Walden 3-2 Ryan Day
- Martin Gould 3-1 Shaun Murphy
- Ricky Walden 3-1 Mark Williams
- Mark Selby 3-1 Stuart Bingham

### Tableau
| Pos. | Joueur         | J | G | P | Fp | Fc | D  |                                               |
| ---- | -------------- | - | - | - | -- | -- | -- | --------------------------------------------- |
| 1    | Martin Gould   | 6 | 4 | 2 | 15 | 11 | +4 | Qualification pour les play-offs du groupe 6. |
| 2    | Ricky Walden   | 6 | 4 | 2 | 14 | 12 | +2 | Qualification pour les play-offs du groupe 6. |
| 3    | Ryan Day       | 6 | 3 | 3 | 13 | 11 | +2 | Qualification pour les play-offs du groupe 6. |
| 4    | Stuart Bingham | 6 | 3 | 3 | 13 | 12 | +1 | Qualification pour les play-offs du groupe 6. |
| 5    | Mark Selby     | 6 | 3 | 3 | 12 | 10 | +2 | Qualification pour le groupe 7.               |
| 6    | Mark Williams  | 6 | 2 | 4 | 11 | 16 | -5 | Élimination de la compétition.                |
| 7    | Shaun Murphy   | 6 | 2 | 4 | 8  | 14 | -6 | Élimination de la compétition.                |

### Play-offs
|  | Demi-finales au meilleur des 5 frames | Demi-finales au meilleur des 5 frames |   |  | Finale au meilleur des 5 frames | Finale au meilleur des 5 frames |  |
|  |                                       |                                       |   |  |                                 |                                 |  |
|  | Martin Gould                          | 3                                     |   |  |                                 |                                 |  |
|  | Stuart Bingham                        | 1                                     |   |  |                                 |                                 |  |
|  |                                       |                                       |   |  | Martin Gould                    | 1                               |  |
|  |                                       | Ryan Day                              | 3 |  |                                 |                                 |  |
|  | Ricky Walden                          | 2                                     |   |  |                                 |                                 |  |
|  | Ryan Day                              | 3                                     |   |  |                                 |                                 |  |

Ryan Day rejoint le groupe des vainqueurs. Stuart Bingham, Martin Gould et Ricky Walden rejoignent le groupe 7.

## Groupe 7
Le groupe 7 joue les 27 et 28 février 2017.

### Matchs
- John Higgins 3-2 Michael Holt
- Graeme Dott 1-3 Mark Selby
- Stuart Bingham 3-2 John Higgins
- Ricky Walden 2-3 Martin Gould
- Michael Holt 3-2 Graeme Dott
- Mark Selby 3-0 Ricky Walden
- John Higgins 3-2 Graeme Dott

- Martin Gould 0-3 Stuart Bingham
- Michael Holt 3-1 Mark Selby
- Ricky Walden 2-3 Stuart Bingham
- Martin Gould 3-1 Mark Selby
- Graeme Dott 0-3 Stuart Bingham
- John Higgins 3-1 Martin Gould
- Michael Holt 2-3 Ricky Walden

- Graeme Dott 3-0 Martin Gould
- Mark Selby 0-3 Stuart Bingham
- John Higgins 3-1 Ricky Walden
- Michael Holt 0-3 Stuart Bingham
- Graeme Dott 1-3 Ricky Walden
- Michael Holt 3-1 Martin Gould
- John Higgins 1-3 Mark Selby

### Tableau
| Pos. | Joueur         | J | G | P | Fp | Fc | D   |                                               |
| ---- | -------------- | - | - | - | -- | -- | --- | --------------------------------------------- |
| 1    | Stuart Bingham | 6 | 6 | 0 | 18 | 4  | +14 | Qualification pour les play-offs du groupe 7. |
| 2    | John Higgins   | 6 | 4 | 2 | 15 | 12 | +3  | Qualification pour les play-offs du groupe 7. |
| 3    | Michael Holt   | 6 | 3 | 3 | 13 | 13 | 0   | Qualification pour les play-offs du groupe 7. |
| 4    | Mark Selby     | 6 | 3 | 3 | 11 | 11 | 0   | Qualification pour les play-offs du groupe 7. |
| 5    | Ricky Walden   | 6 | 2 | 4 | 11 | 15 | -4  | Élimination de la compétition.                |
| 6    | Martin Gould   | 6 | 2 | 4 | 8  | 15 | -7  | Élimination de la compétition.                |
| 7    | Graeme Dott    | 6 | 1 | 5 | 9  | 15 | -6  | Élimination de la compétition.                |

### Play-offs
|  | Demi-finales au meilleur des 5 frames | Demi-finales au meilleur des 5 frames |   |  | Finale au meilleur des 5 frames | Finale au meilleur des 5 frames |  |
|  |                                       |                                       |   |  |                                 |                                 |  |
|  | Stuart Bingham                        | 2                                     |   |  |                                 |                                 |  |
|  | Mark Selby                            | 3                                     |   |  |                                 |                                 |  |
|  |                                       |                                       |   |  | Mark Selby                      | 0                               |  |
|  |                                       | John Higgins                          | 3 |  |                                 |                                 |  |
|  | John Higgins                          | 3                                     |   |  |                                 |                                 |  |
|  | Michael Holt                          | 2                                     |   |  |                                 |                                 |  |

John Higgins rejoint le groupe des vainqueurs. Stuart Bingham, Michael Holt, et Mark Selby sont définitivement éliminés.

## Groupe des vainqueurs
Le groupe des vainqueurs joue les 1er et 2 mars 2017.

### Matchs
- David Gilbert 3-0 Anthony McGill
- Mark Davis 1-3 Barry Hawkins
- Judd Trump 3-0 David Gilbert
- Ryan Day 3-2 John Higgins
- Anthony McGill 0-3 Mark Davis
- Barry Hawkins 3-2 Ryan Day
- David Gilbert 1-3 Mark Davis

- John Higgins 3-1 Judd Trump
- Anthony McGill 3-1 Barry Hawkins
- Ryan Day 1-3 Judd Trump
- John Higgins 1-3 Barry Hawkins
- Mark Davis 1-3 Judd Trump
- David Gilbert 0-3 John Higgins
- Anthony McGill 1-3 Ryan Day

- Mark Davis 3-2 John Higgins
- Barry Hawkins 2-3 Judd Trump
- David Gilbert 2-3 Ryan Day
- Anthony McGill 1-3 Judd Trump
- Mark Davis 1-3 Ryan Day
- Anthony McGill 2-3 John Higgins
- David Gilbert 1-3 Barry Hawkins

### Tableau
| Pos. | Joueur         | J | G | P | Fp | Fc | D  |                                                            |
| ---- | -------------- | - | - | - | -- | -- | -- | ---------------------------------------------------------- |
| 1    | Judd Trump     | 6 | 5 | 1 | 16 | 8  | +8 | Qualification pour les play-offs du groupe des vainqueurs. |
| 2    | Barry Hawkins  | 6 | 4 | 2 | 15 | 11 | +4 | Qualification pour les play-offs du groupe des vainqueurs. |
| 3    | Ryan Day       | 6 | 4 | 2 | 15 | 12 | +3 | Qualification pour les play-offs du groupe des vainqueurs. |
| 4    | John Higgins   | 6 | 3 | 3 | 14 | 12 | +2 | Qualification pour les play-offs du groupe des vainqueurs. |
| 5    | Mark Davis     | 6 | 3 | 3 | 12 | 12 | 0  | Élimination de la compétition.                             |
| 6    | David Gilbert  | 6 | 1 | 5 | 7  | 15 | -8 | Élimination de la compétition.                             |
| 7    | Anthony McGill | 6 | 1 | 5 | 7  | 16 | -9 | Élimination de la compétition.                             |

### Play-offs
|  | Demi-finales au meilleur des 5 frames | Demi-finales au meilleur des 5 frames |   |  | Finale au meilleur des 5 frames | Finale au meilleur des 5 frames |  |
|  |                                       |                                       |   |  |                                 |                                 |  |
|  | Judd Trump                            | 2                                     |   |  |                                 |                                 |  |
|  | John Higgins                          | 3                                     |   |  |                                 |                                 |  |
|  |                                       |                                       |   |  | John Higgins                    | 3                               |  |
|  |                                       | Ryan Day                              | 0 |  |                                 |                                 |  |
|  | Barry Hawkins                         | 2                                     |   |  |                                 |                                 |  |
|  | Ryan Day                              | 3                                     |   |  |                                 |                                 |  |

John Higgins remporte la Championship League 2017.

## Centuries
Total : 112 centuries ont été réalisés au cours du tournoi.
- 147 (V), 147 (3), 142, 132, 130, 110  Mark Davis
- 144 (7), 108  Graeme Dott
- 143, 142 (5), 140 (4), 136 (2), 121, 118, 106, 105  Mark Williams
- 143, 138, 137, 123, 120, 116  John Higgins
- 142 (6), 137, 105, 102  Ricky Walden
- 141, 126, 106, 102  Shaun Murphy
- 140, 133, 131, 114, 113, 112, 111, 106, 105, 101, 101, 100, 100  Judd Trump
- 138, 119, 119, 115  Martin Gould
- 137, 137, 136, 135 (1), 129, 124, 123, 120, 117, 117, 117, 116, 114, 112, 104, 103, 101  Ryan Day
- 135, 130, 128, 127, 119, 117, 105, 104, 103, 102, 100, 100, 100  Neil Robertson
- 131, 126, 118, 101  Mark Selby
- 130, 123, 114, 112, 112, 110, 107, 101  Stuart Bingham
- 130  Joe Perry
- 122, 108, 107  Anthony McGill
- 121, 114, 112, 105, 102  David Gilbert
- 117, 111, 107, 107, 105, 103, 101  Barry Hawkins
- 115  Liang Wenbo
- 115  Matthew Selt
- 113  Ali Carter
- 112, 107  Kyren Wilson
- 103  Mark Allen
- 100  Michael White

En gras, meilleur break du groupe.

## Gains
| no | Joueur           | 1      | 2      | 3      | 4      | 5      | 6      | 7      | V      | TOTAL   |
| -- | ---------------- | ------ | ------ | ------ | ------ | ------ | ------ | ------ | ------ | ------- |
| 1  | Ryan Day         | 5 300  | 4 400  | 3 100  | 2 800  | 2 000  | 6 100  |        | 8 900  | 32 600  |
| 2  | John Higgins     |        |        |        |        |        |        | 6 300  | 14 600 | 20 900  |
| 3  | Mark Davis       | 2 800  | 3 200  | 6 800  |        |        |        |        | 3 400  | 16 200  |
| 4  | Barry Hawkins    |        |        | 2 500  | 6 400  |        |        |        | 6 600  | 15 500  |
| 5  | Judd Trump       |        |        |        |        | 6 600  |        |        | 6 800  | 13 400  |
| =  | Mark Williams    |        | 1 500  | 1 000  | 4 800  | 5 000  | 1 100  |        |        | 13 400  |
| 7  | Anthony McGill   | 3 100  | 6 100  |        |        |        |        |        | 1 400  | 10 600  |
| 8  | Neil Robertson   |        | 2 900  | 5 100  | 1 300  |        |        |        |        | 9 300   |
| 9  | David Gilbert    | 6 200  |        |        |        |        |        |        | 1 400  | 7 600   |
| 10 | Stuart Bingham   |        |        |        |        | 1 100  | 2 600  | 3 400  |        | 7 100   |
| 11 | Shaun Murphy     |        |        |        | 2 300  | 2 400  | 800    |        |        | 5 500   |
| =  | Martin Gould     |        |        |        |        |        | 4 700  | 800    |        | 5 500   |
| 13 | Mark Selby       |        |        |        |        |        | 1 200  | 4 000  |        | 5 200   |
| 14 | Ricky Walden     |        |        |        |        |        | 3 500  | 1 100  |        | 4 600   |
| 15 | Michael Holt     |        |        |        |        |        |        | 2 900  |        | 2 900   |
| 16 | Matthew Selt     | 1 300  | 900    |        |        |        |        |        |        | 2 200   |
| 17 | Kyren Wilson     |        |        |        | 1 000  | 1 000  |        |        |        | 2 000   |
| 18 | Graeme Dott      |        |        |        |        |        |        | 1 400  |        | 1 400   |
| 19 | Ben Woollaston   | 1 100  |        |        |        |        |        |        |        | 1 100   |
| 20 | Michael White    |        | 900    |        |        |        |        |        |        | 900     |
| 21 | Robert Milkins   | 800    |        |        |        |        |        |        |        | 800     |
| =  | Ali Carter       |        |        | 800    |        |        |        |        |        | 800     |
| =  | Joe Perry        |        |        | 800    |        |        |        |        |        | 800     |
| =  | Mark Allen       |        |        |        | 800    |        |        |        |        | 800     |
| 25 | Liang Wenbo      |        |        |        |        | 700    |        |        |        | 700     |
|    | Totaux des gains | 20 600 | 19 900 | 20 100 | 19 400 | 18 800 | 20 000 | 19 900 | 43 100 | 181 800 |

En vert, victoire de groupe. En gras, meilleur break du groupe. Tous les gains sont en livres sterling.